# Rudolf Kreitlein
Rudolf Kreitlein (Fürth, 1919. november 14. – Stuttgart, 2012. július 31.) német labdarúgó-játékvezető.

## Pályafutása

### Labdarúgóként
Fiatal felnőtt koráig aktív labdarúgó játékos volt, majd egy súlyos térdsérülés miatt pályafutásának vége lett.

### Nemzeti játékvezetés
1952-ben vizsgázott, 1961-ben lett a Bundesliga játékvezetője. A nemzeti játékvezetéstől 1969-ben, a FIFA JB 50 éves korhatárát elérve vonult vissza. Pályafutása alatt több, mint 1000 mérkőzésen tevékenykedett. Első ligás mérkőzéseinek száma: 66.

#### Nemzeti kupamérkőzések
Vezetett kupadöntők száma: 1.

##### Német labdarúgókupa
| Időpont              | Helyszín                        | Mérkőzés típusa | Mérkőzés                       | Eredmény | Nézők száma |
| -------------------- | ------------------------------- | --------------- | ------------------------------ | -------- | ----------- |
| 1963. augusztus 147. | Niedersachsen Stadion, Hannover | döntő           | Hamburger SV–Borussia Dortmund | 3 – 0    | 68 000      |

#### Nemzetközi játékvezetés
A Német labdarúgó-szövetség (DFB) Játékvezető Bizottsága (JB) terjesztette fel nemzetközi játékvezetőnek, a Nemzetközi Labdarúgó-szövetség (FIFA) 1962-től tartotta nyilván bírói keretében. A FIFA JB központi nyelvei közül a németet beszélte. Több nemzetek közötti válogatott és klubmérkőzésen, kupatalálkozón vezetett, vagy működő társának partbíróként segített. A német nemzetközi játékvezetők rangsorában, a világbajnokság-Európa-bajnokság sorrendjében többedmagával a 23. helyet foglalja el 3 találkozó szolgálatával. Válogatott mérkőzéseinek száma: 7.
| Időpont           | Helyszín                | Mérkőzés típusa                         | Mérkőzés           | Eredmény | Nézők száma |
| ----------------- | ----------------------- | --------------------------------------- | ------------------ | -------- | ----------- |
| 1967. december 6. | Wembley Stadion, London | utolsó nemzetközi (válogatott) mérkőzés | Anglia–Szovjetunió | 2 – 2    | 93 000      |

#### Labdarúgó-világbajnokság
A világbajnoki döntőhöz vezető úton Angliába a VIII., az 1966-os labdarúgó-világbajnokságra a FIFA JB pályafutásának utolsó nagy eseményén bíróként alkalmazta. Az Anglia–Argentína találkozón Gottfried Dienst és Zsolt István segítette az oldalvonal mellől. Ezen a mérkőzésen a játékvezető, a durva szabálysértést elkövető, majd vitázó Antonio Rattínt kiállította, a játékos 8 percig nem volt hajlandó elhagyni a játékteret. Közben a nézőtérről leérkező Kenneth Aston – a FIFA JB rendező bizottságának tagja –, aki kiválóan beszélt spanyolul oldotta fel a kialakult helyzetet. Rattín később ezt a sportszerűtlen magatartást azzal indokolta, hogy nem értette a németül beszélő bírót! Ezzel a bírói ítélettel – a vesztes szempontjából mindig a játékvezető a hibás – magyarázzák Anglia győzelmét. Ezeknek a helyzeteknek a megoldására Aston kidolgozta a sárga és a piros lapok alkalmazásának módszerét, amit a játékvezetők a Mexikóban rendezett IX., az 1970-es labdarúgó-világbajnokság döntő mérkőzésein alkalmaztak először. A FIFA JB elvárásának megfelelően, ha nem működött, akkor partjelzőként segítette társát. Egy csoportmérkőzésen volt partbíró. Világbajnokságon vezetett mérkőzéseinek száma: 2 + 1 (partjelző).

##### 1966-os labdarúgó-világbajnokság

###### Selejtező mérkőzés
| Időpont          | Helyszín                      | Mérkőzés típusa           | Mérkőzés           | Eredmény | Nézők száma |
| ---------------- | ----------------------------- | ------------------------- | ------------------ | -------- | ----------- |
| 1965. november 9 | Hampden Park Stadion, Glasgow | előselejtező (8. csoport) | Skócia–Olaszország | 1 – 0    | 100 393     |

###### Világbajnoki mérkőzés
| Időpont          | Helyszín                       | Mérkőzés típusa              | Mérkőzés                | Eredmény | Nézők száma |
| ---------------- | ------------------------------ | ---------------------------- | ----------------------- | -------- | ----------- |
| 1966. július 16. | Roker Park Stadion, Sunderland | csoportmérkőzés (D. csoport) | Szovjetunió–Olaszország | 1 – 0    | 32 000      |
| 1966. július 23. | Wembley Stadion, London        | egyik negyeddöntő            | Anglia–Argentína        | 1– 0     | 90 000      |

##### Nemzetközi kupamérkőzések
Vezetett kupadöntők száma: 2.

##### Bajnokcsapatok Európa-kupája
A 11. játékvezető – a 2 német – aki BEK döntőt vezetett.
| Időpont           | Helyszín                  | Mérkőzés típusa                  | Mérkőzés                          | Eredmény | Nézők száma |
| ----------------- | ------------------------- | -------------------------------- | --------------------------------- | -------- | ----------- |
| 1966. május 11.   | Heysel Stadion, Brüsszel  | döntő                            | Real Madrid CF–FK Partizan        | 2 – 1    | 55 000      |
| 1966. december 8. | Fáy uti Stadion, Budapest | egyik nyolcaddöntő (2. mérkőzés) | Vasas SC–FC Internazionale Milano | 0 – 2    |             |

##### Interkontinentális kupa
| Időpont             | Helyszín                 | Mérkőzés típusa     | Mérkőzés                                          | Eredmény | Nézők száma |
| ------------------- | ------------------------ | ------------------- | ------------------------------------------------- | -------- | ----------- |
| 1965. szeptember 8. | San Siro Stadion, Milánó | döntő első mérkőzés | FC Internazionale Milano–Independiente (argentin) | 3 – 0    | 75 000      |

## Külső hivatkozások
- Rudolf Kreitlein. World Referee. [2012. szeptember 28-i dátummal az eredetiből archiválva]. (Hozzáférés: 2013. június 22.)
- Rudolf Kreitlein. footballzz.com. (Hozzáférés: 2013. június 22.)
- Rudolf Kreitlein. footballdatabase.eu. (Hozzáférés: 2013. június 22.)
- Rudolf Kreitlein. scoreshelf.com. [2015. április 8-i dátummal az eredetiből archiválva]. (Hozzáférés: 2013. június 2.)
- Rudolf Kreitlein. eu-football.info. (Hozzáférés: 2013. június 2.)
- Rudolf Kreitlein. weltfussball.de. (Hozzáférés: 2013. június 22.)